# Banyumas (Bojong)
Banyumas is een bestuurslaag in het regentschap Pandeglang van de provincie Banten, Indonesië. Banyumas telt 3966 inwoners (volkstelling 2010).